# Marcos Redondo Valencia

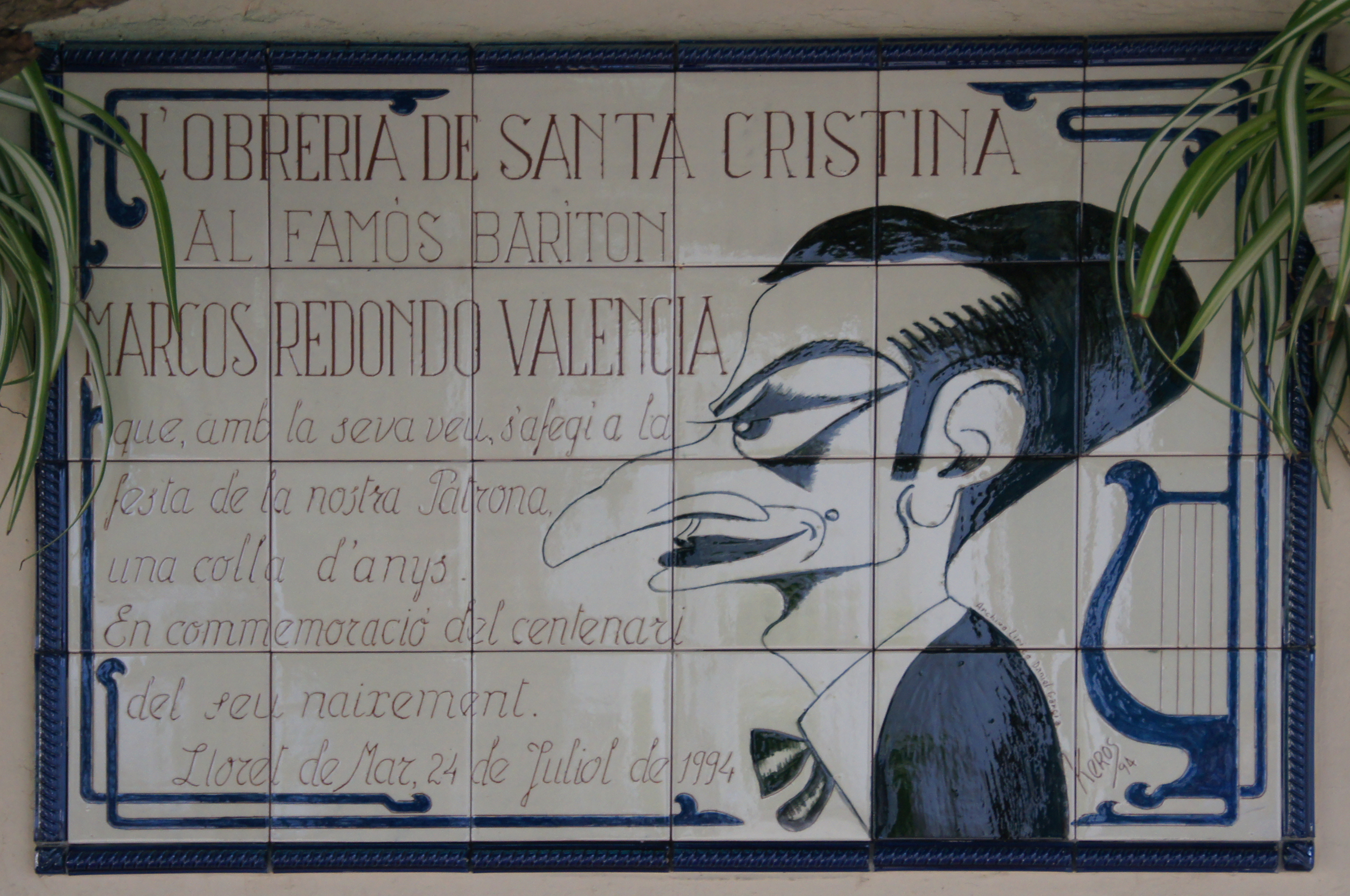
Marcos Redondo

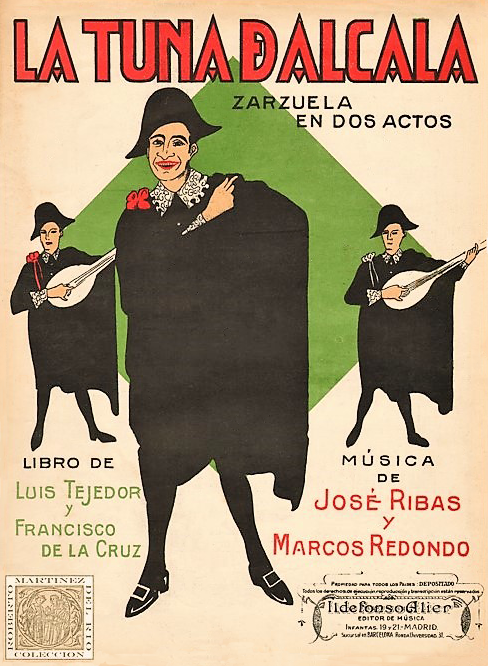
"La Tuna de Alcalá", sarsuela de 1926.

Marcos Redondo Valencia (Pozoblanco, 24 de novembre de 1893 - Barcelona, 17 de juliol de 1976) fou un baríton andalús establert a Catalunya des de l'edat de 30 anys. Encara que mai va abandonar definitivament l'òpera, és el baríton de sarsuela més popular de tots els temps.

## Biografia
Va estudiar solfeig, piano i harmonia a la catedral de Ciudad Real i cant al conservatori de Madrid.
Debutà al Liceu de Barcelona, el 1923, amb Manon Lescaut de Puccini i l'any següent cantà La favorita, La traviata, La bohème, Pagliacci i Adriana Lecouvreur al Teatre Tívoli. L'empresari Josep Gibert li oferí llavors un contracte per a la seva companyia de sarsuela, fent-li veure que podria cantar més i guanyar molts més diners en aquest gènere que en l'òpera.
Així, deixà l'òpera per la sarsuela (tret d'un breu parèntesi, l'any 1941), gènere en el qual debutà en el teatre Novetats de Barcelona, l'any 1924, amb El dictador de Millán, i amb el qual assolí grans èxits i gaudí d'immensa popularitat a tot l'estat espanyol i a l'Amèrica Llatina. També s'establí a Barcelona, on viurà la resta de la seva vida, juntament amb llargues temporades a Viladrau, on es va fer una casa als jardins de la qual feia alguns concerts i recitals. Entre 1924 i 1936 va estrenar un important nombre de sarsueles, com: La parranda de Francisco Alonso, Katiuska, La tabernera del puerto i Black el payaso de Pablo Sorozábal, La pícara molinera de Pablo Luna, El cantar del arriero de Fernando Díaz Giles o La bella burlada de José Padilla, a més interpretà El dictador de Millán, Marina d'Arrieta i moltes altres.
Es retirà l'any 1957, cantant La dogaresa de Rafael Millán, després d'haver deixat nombrosos enregistraments discogràfics de les seves interpretacions més celebrades. Només ocasionalment oferí alguns recitals fins a 1970. El fons de Marcos Redondo es conserva a la Biblioteca de Catalunya. A Viladrau es fa el Festival Marcos Redondo, de música, en honor seu.

## Enregistraments sonors
- Un gran divo : Marcos Redondo. Barcelona: Ràdio Barcelona, 1974.